# Хвощовка (Хмельницкая область)
Хвощовка (укр. Хвощівка) — село в Славутском районе Хмельницкой области Украины.
Население по переписи 2001 года составляло 437 человек. Почтовый индекс — 281084. Телефонный код — 3842. Занимает площадь 1,67 км². Код КОАТУУ — 6823988001.

## Местный совет
30046, Хмельницкая обл., Славутский р-н, с. Хвощовка